# 컬러레이코리아
컬러레이 코리아(Coloray Korea)는 대한민국의 진주 광택 안료 기업이다. 본사는 서울특별시 영등포구 여의공원로101, CCMM빌딩 708-B호에 위치해 있으며 대표이사는 장옥동이다.
연간 6000t의 합성 운모를 생산할 수 있는 새로운 시설을 건설하고 있으며 2023년 2분기 영업 이익이 54억 원으로, 전년 동기 대비 776% 증가하였다.

## 상장
2017년 8월 10일에 공모가 3,800원에 코스닥 시장에 상장하였다. 

## 참고 문헌
1. ↑  10 컬러레이 간섭 효과 진주 안료 고속 성장, 미용실, 2023-09-01
2. ↑  컬러레이, 합성 운모 제작 산업 진출…"원가 경쟁력 확보", 한국경제, 2023.06.22
3. ↑  컬러레이, 2분기 영업익 54억…전년비 776%↑, 딜사이트, 2023.07.26